# Wairua Falls
Die Wairua Falls sind ein Wasserfall auf der Nordinsel Neuseelands. Er liegt im Lauf des Wairua River im Gebiet der Ortschaft Titoki westlich von Whangārei. Seine Fallhöhe beträgt rund 7 Meter.
Vom New Zealand State Highway 14 zweigt südwestlich von Whangarei in der Ortschaft Maungatapere die Mangakahia Road in nordwestlicher Richtung ab. Nach 12 km führt diese zum Abzweig auf die Wairua Falls Road in südlicher Richtung, welche nach 2 km auf einen Wanderparkplatz leitet. Von dort ist der breite  und einstufige Wasserfall bereits einsehbar.